# 베터벤도시에
베터벤도시에(알바니아어: Lëvizja Vetëvendosje)은 코소보의 진보, 사회민주주의, 국민주의 정당이다. 2021년 총선 기준 현재 제1당으로, 코소보에서 가장 큰 정당이다. 2005년 코소보 행동 네트워크(KAN)의 후신으로 창당하였으며, 우크신 호티의 사상에 영향을 받았다. 자결운동은 모든 시민을 위한 평등, 민주주의, 정치의 자유 그리고 사회 정의의 원칙에 기초하는 사회적, 정치적 변화를 강조하며, 당의 계획은 능력주의, 발전 국가, 복지 국가라는 세 가지 주요 축에 초점을 맞추고 있다.
자결운동은 2011년 코소보 의회에 처음 입성했고, 2013년 프리슈티나 지방선거에서 압승을 거뒀다. 이후 2017년 총선에서 제2당으로 돌풍을 일으켰으며 같은 해 실시된 지방선거에서는 프리슈티나는 물론 프리즈렌, 카메니카에서 승리를 거뒀다. 비록 2018년 자결운동 소속 시장이 탈당하여 코소보 사회민주당에 입당하여 의석이 줄었다가 2019년 치러진 총선에서는 제1당으로 올라서며 다수당이 되었다. 2020년 2월 코소보 민주동맹과 연정을 맺었지만 코로나19가 코소보를 덮친 시점에서 민주동맹 소속 의원의 내무 장관 거부와 코로나19 관련 방역 문제 등으로 갈등했고, 결국 알빈 쿠르티 총리의 불신임안으로 2개월 만에 연정을 탈퇴했다. 이후 2021년 총선에서 지난 총선 당시 의석을 두 배로 얻는 등 민주동맹을 누르고 다시 한번 제1당에 올라서게 되었다.